# Mark Draper
Mark Draper (nacido el 11 de noviembre de 1970 en Long Eaton, Derbyshire, Inglaterra) es un ex-futbolista inglés. Jugaba de centrocampista y su primer club fue el Notts County.

## Carrera
Comenzó su carrera en 1988 jugando para el Notts County. Juega para el club hasta 1994. Ese año se fue al Leicester City, en donde se mantuvo hasta 1995. Ese año se pasó a los bandos del Aston Villa, en donde se mantuvo por 5 años seguidos (1995-2000). En ese año se fue a España, en donde fue cedido al Rayo Vallecano. Ese año, en su regreso a Inglaterra, formó parte del Southampton. Jugó para el club hasta 2003. 6 años después, en 2009 formó parte de las filas del Dunkirk FC, cuando se confirmó su retiro del fútbol.

## Selección nacional
Ha sido internacional con la Selección de fútbol de Inglaterra sub-21 en 1991.

## Clubes
| Club           | País       | Año       |
| -------------- | ---------- | --------- |
| Notts County   | Inglaterra | 1988-1994 |
| Leicester City | Inglaterra | 1994-1995 |
| Aston Villa    | Inglaterra | 1995-2000 |
| Rayo Vallecano | España     | 2000      |
| Southampton FC | Inglaterra | 2000-2003 |
| Dunkirk FC     | Inglaterra | 2009      |